# Balotina
Una balotina (en francés ballotine, de balle 'paquete') es una preparación que tradicionalmente utiliza una parte deshuesada del muslo del pollo, pato u otras aves rellenas de carne picada y otros ingredientes. Está atado para mantener su forma y algunas veces cosido. Se cocina asando, estofando o escalfando . A menudo tiene la forma de una salchicha o se vuelve a formar para parecerse a la pierna con un pedazo de hueso limpio al final. 
En las cocinas comerciales de hoy en día, una balotina se hace comúnmente de otras partes de las aves de corral, como la carne de pata, también se suele utilizar otros tipos de carne. Aunque las balotinas están relacionadas con las galantinas, se distinguen por ser artículos de un solo servicio clasificados como platos principales en lugar de relevés. También se sirven fríos o calientes, mientras que una galantina se sirve siempre fría. 